# Федоровський Дмитро Григорович
Дмитро́ Григорович Федоро́вський (1906—1984) — радянський український кіноактор; режисер і сценарист науково-популярних фільмів.

## Біографічні відомості
Навчався в акторській студії в Києві (1924), в Одеському кінотехнікумі (1927) та режисерській майстерні ВУФКУ в Одесі (1928). Відтоді працював у Київській кіностудії науково-популярних фільмів.

## Фільмографія
Акторські роботи (Перша кінофабрика ВУФКУ):
- «Аристократка» (1924)
- «Остап Бандура» (1924)
- «Арсенальці»
- «Лісовий звір» (1925)
- «П. К. П.», «Укразія»
- «Тарас Шевченко» (1926)
- «Тарас Трясило» (1926)
- «Митя»
- «Справа № 128» (1927) тощо.

Режисер науково-популярних фільмів:
- «Збагачення вугілля» (1932), «Другому обласному з'їздові Рад», «Коларовка», «Я дала слово товаришу Сталіну» (1935), «Олексій Моренко», «Велодефектоскоп» (1940), «Повернення зору» (1941), «Відновлювальне лікування інвалідів Великої Вітчизняної війни» (1948), «Полезахисні смуги» (1950), «На благо людини» (1953), «Ми — ваші друзі» (1956), «Автоматизація виробничих процесів у машинобудуванні» (1957, Срібний кубок, Золота медаль, Диплом Всесвітнього фестивалю науково-технічних фільмів, Будапешт, 1959), «Один на сто», «Олександр Гіталов розповідає» (1958), «Творці нових машин» (1960), «Новатори Дзержинська» (1961), «Доручити автомату» (1963), «Безпека праці на танкерах» (1964), «Біотоки головного мозку» (1965), «Ті, що приборкують хвилю» (1967), «Електроерозійна обробка металів» (1967), «Мікроелектродне дослідження нейтронів» (1967), «Орієнтувальний рефлекс на рівні нейрону» (1968, Премія ім. М.Ломоносова, 1971), «Зміни агрегатного стану речовини» (1970), «Засоби механізації й автоматизації інформаційних процесів» (1971).